# Mikhaïl Gorbatxov
  Mikhaïl Gorbatxov  (rus: Михаил Сергеевич Горбачёв)  (Privólnoie, 2 de març de 1931 - Hospital Clínic Central de Moscou, 30 d'agost de 2022), nom complet amb patronímic Mikhaïl Serguéievitx Gorbatxov, AFI / mʲɪxɐˈil sʲɪrˈɡʲejɪvʲɪtɕ ɡərbɐˈtɕɵf /, fou un polític rus, destacat com a vuitè i darrer líder de la Unió Soviètica, va exercir com a secretari general del Partit Comunista de la Unió Soviètica (PCUS) entre 1985 i 1991, president del Soviet Suprem del 1988 al 1989 i president de la Unió Soviètica entre 1990 i 1991.
Ideològicament, Gorbatxov va adherir-se inicialment al marxisme-leninisme, tot i que a principis de la dècada de 1990 havia avançat cap a la socialdemocràcia. Les seves polítiques reformistes conduïren a la fi de la guerra freda i per això, el 1990 va ser guardonat amb el Premi Nobel de la Pau.
D'origen mixt rus i ucraïnès, Gorbatxov va néixer a Privólnoie (Stavropol Krai) en el si d'una família camperola pobra. Sota el govern de Joseph Stalin, en la seva joventut va treballar en una granja col·lectiva abans de formar part del Partit Comunista, que llavors governava la Unió Soviètica com un estat de partit únic, segons la doctrina marxista-leninista. Mentre estudiava a la Universitat Estatal de Moscou, es va casar amb la seva companya d'estudis Raisa Titarenko el 1953 abans de llicenciar-se en dret el 1955. Es va traslladar a Stàvropol, on va treballar per a l'organització juvenil del Komsomol i, després de la mort de Stalin, es va convertir en un gran defensor de la desestalinització del líder soviètic Nikita Khrusxov. Va ser nomenat primer secretari del partit del Comitè regional de Stavropol el 1970, càrrec en el qual va supervisar la construcció del Gran Canal de Stavropol. El 1978 va tornar a Moscou per convertir-se en secretari del Comitè Central del partit i el 1979 es va unir al Politburó de govern. Al cap de tres anys de la mort del líder soviètic Leonid Bréjnev, després dels breus règims de Iuri Andrópov i Konstantín Txernenko, el Politburó va escollir Gorbatxov el 1985 com a secretari general, el cap de govern de facto.
Tot i que es va comprometre a preservar l'estat soviètic i els seus ideals socialistes, Gorbatxov va creure que calia una reforma important, sobretot després de l'Accident de Txernòbil de 1986. Va promoure els acords de Ginebra entre Pakistan i Afganistan i es va retirar de la guerra afganosoviètica, i va iniciar cimeres amb el president dels Estats Units, Ronald Reagan, per limitar les armes nuclears i posar fi a la guerra freda. A nivell nacional, la seva política de glàsnost ("obertura") permetia una major llibertat d'expressió i de premsa, mentre que la seva perestroika ("reestructuració") intentava descentralitzar la presa de decisions econòmiques per millorar l'eficiència. Les seves mesures de democratització van soscavar l'estat de partit únic. Gorbatxov es va negar a intervenir militarment quan diversos països del Bloc de l'Est van abandonar el govern marxista-leninista el 1989-90. Internament, el creixent sentiment nacionalista va amenaçar amb trencar la Unió Soviètica, cosa que va fer que els líders marxistes-leninistes iniciessin el fallit cop d'estat d'agost contra Gorbatxov el 1991. Arran d'aquest fet, la Unió Soviètica es va dissoldre contra els desitjos de Gorbatxov, i va dimitir. Després de deixar el càrrec, va fundar la Fundació Gorbatxov, es va convertir en una veu crítica contra els presidents russos Borís Ieltsin i Vladímir Putin, i va fer campanya pel moviment socialdemòcrata de Rússia.
Considerat àmpliament com una de les figures més significatives de la segona meitat del segle xx, Gorbatxov continua sent objecte de controvèrsia. Va rebre nombrosos premis, inclòs el Premi Nobel de la Pau.
Va ser àmpliament elogiat pel seu paper fonamental a l'hora de posar fi a la Guerra Freda, reduir els abusos dels drets humans a la Unió Soviètica i tolerar la caiguda de les administracions marxistes-leninistes a l'Europa de l'Est i la reunificació alemanya. Per contra, sovint és criticat a Rússia per no aturar el col·lapse soviètic, un esdeveniment que va provocar un declivi en la influència mundial de Rússia i va precipitar una crisi econòmica.

## Carrera política
Mikhaïl Gorbatxov nasqué el 2 de març de 1931 a Privólnoie, al districte de Krasnogvardeiski, situat al krai de Stàvropol del nord del Caucas. Els membres de la seva família es dedicaven a la pagesia en una granja col·lectiva, on el seu pare treballava de mecànic agrícola. Des de ben petit va destacar en els estudis i pel seu interés en la política. Als 19 anys començà a estudiar Dret a la Universitat de Moscou i el 1952 s'afilià al Partit Comunista de la Unió Soviètica (PCUS).
El 1955 contragué matrimoni amb una estudiant de filosofia, Raïssa Maksímovna Titorenko, amb qui tindria una filla, Irina, un any després.
Aquell mateix any 1955 rep el títol universitari. A partir de llavors comença a ascendir posicions dintre del Partit. Primer esdevé secretari general del Comitè Territorial de Komsomol, després cap del mateix a Stàvropol. Posteriorment en fou el delegat de Stàvropol al 22è Congrés del Partit Comunista a Moscou. El 1962 ja era responsable del Partit (a Stàvropol) pel que fa al personal de l'administració, granges i indústria.
El 1964 començà nous estudis a l'Institut d'Agricultura de Stàvropol, fins al 1967. A partir de llavors s'accelerà la presa de responsabilitats cada cop més transcendentals, amb un cert suport del llavors cap del KGB, Iuri Andrópov, natiu també de Stàvropol. El 1970 esdevé secretari general del krai de Stàvropol sencer, la qual cosa suposava formar part del govern d'una àrea de més de 2 milions de persones. El 1971 es convertí en membre del Comitè Central del PCUS, del qual en fou el secretari general d'Agricultura, motiu pel qual hagué de traslladar-se a Moscou el 1978. El 1980 esdevé el membre més jove del Politburó, amb gairebé 50 anys. I cinc anys després, fruit de la mort de Konstantín Txernenko, és nomenat pel Comitè Central com a secretari general del PCUS (11 de març de 1985). Després de la reorganització del Partit i del sistema electoral, el 1989 és escollit cap d'estat de l'URSS, i el 1990 president pels Diputats del Poble.

### Política interna

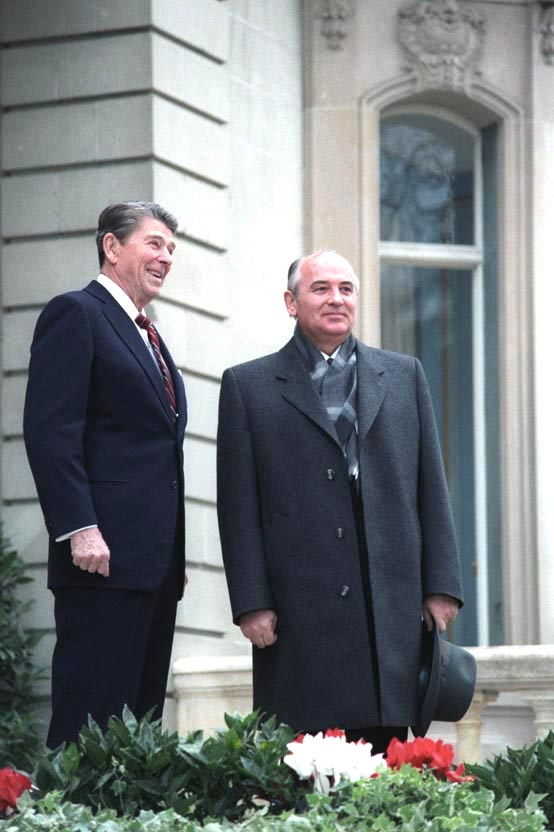
El president Ronald Reagan en la seva primera entrevista amb un secretari general de l'URSS, a Fleur D'Eau, Ginebra el 19 de novembre de 1985.

Les seves reformes estructurals de la política i de l'economia són conegudes com a glàsnost ('transparència'), perestroika ('reestructuració') i uskorénie ('acceleració [del desenvolupament econòmic]').
L'any 1985 va impulsar una llei seca amb la intenció d'eliminar l'alcohol de la societat, però no va tenir gaire èxit, ja que el mercat negre en va proveir el suficient.
En maig de 1988 va entrar en vigor una llei de cooperatives que trencava amb una llarga tradició política, ja que permetia la propietat privada en els sectors econòmics de serveis, producció i comerç exterior. En un principi s'hi aplicaven impostos relativament elevats i restriccions laborals, però més tard van haver-se de suavitzar per a no obstaculitzar l'activitat privada. A partir de llavors, restaurants, botigues i productors van entrar en escena. Tot i això, no tothom va patir les restriccions inicials; per exemple, a Estònia es van permetre que les cooperatives s'abastissin per a proveir als estrangers, i que interaccionessin amb empreses estrangeres. També es van reorganitzar les grans empreses soviètiques, com l'aerolínia Aeroflot, que va ser fragmentada en diverses petites companyies independents.
Amb la glàsnost, els soviètics van poder gaudir de majors llibertats individuals, com la llibertat de religió (tot i que Gorbatxov és ateu confés) i una major llibertat d'expressió; cal tenir present que fins llavors hi havia un ferm control estatal de tota opinió crítica vers ell. La premsa deixà d'estar ofegada i es van alliberar milers de presoners polítics i de dissidents. Amb la glàsnost, Gorbatxov pretenia obtenir el suficient suport dels soviètics per fer front a les crítiques vers la perestroika provinents dels sectors més conservadors del PCUS. Aquestes crítiques retornarien a finals de la dècada de 1980 quan es van fer paleses les mancances de productes bàsics (es va retornar a les cartilles d'abastiment típiques dels temps de guerra), els grans deutes i la disminució de les reserves d'or.
El gener de 1987, Gorbatxov va impulsar la democratització amb unes eleccions amb múltiples candidats, i mig any més tard, a la 27a conferència del PCUS, va propugnar reformes encara més radicals per tal de reduir el control de l'aparell de govern. El desembre de 1988, el Soviet Suprem va aprovar l'establiment del Congrés dels diputats del poble, amb esmenes constitucionals que l'havien establert com el nou cos legislatiu de l'URSS. La primavera de 1989 van tenir lloc les eleccions al congrés, i Gorbatxov en fou escollit el primer president executiu de la Unió Soviètica.

#### Referèndum de la Unió Soviètica de 1991
El març de 1991 es va convocar un referèndum a la Unió Soviètica, i el 78% dels votants va optar per un "sí" a la continuïtat de la Unió Soviètica. Però amb els acords de Belaveja es dissolia de facto l'URSS en separar-se Ucraïna, Rússia i Belarús.

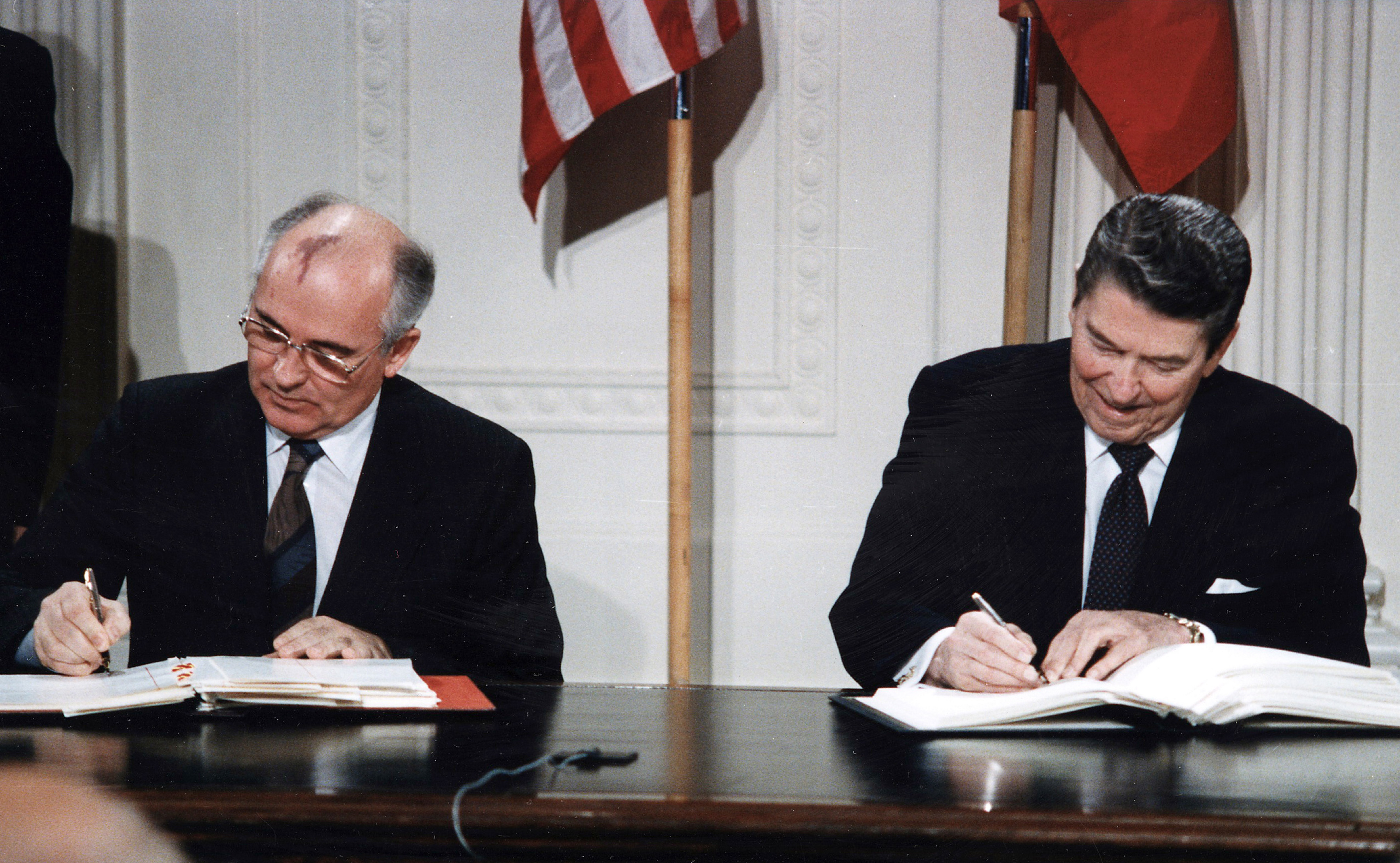
Gorbatxov signant amb Reagan el Tractat d'Armes Nuclears d'Abast Mitjà, a la Casa Blanca el 1987.

#### El cop d'estat de 1991
L'agost del 1991 Gorbatxov fou destituït per un grup d'alts funcionaris militars i civils, inclòs el vicepresident Guennadi Ianàiev, que s'oposaven al programa de reformes de Gorbatxov, la pèrdua de control dels estats d'Europa de l'Est i temien el Tractat de la Nova Unió de l'URSS que estava a punt de signar-se. Van formar el Comitè Estatal de l'Estat d'Emergència (GKTxP).
Els partidaris de la línia dura del GKTxP van enviar agents del KGB, que van detenir Gorbatxov a la seva finca de vacances, però no van poder detenir el recentment elegit president de la República Socialista Federativa Soviètica de Rússia, Borís Ieltsin, que havia estat alhora aliat i crític de Gorbatxov. El GKChP estava mal organitzat i es va trobar amb una resistència efectiva tant de Borís Ieltsin com d'una campanya civil de manifestants anticomunistes, principalment a Moscou. El cop d'estat es va esfondrar en dos dies i Gorbatxov va tornar al càrrec mentre tots els conspiradors van perdre els seus càrrecs.
Després del fracassat Cop d'Estat va prendre la decisió d'il·legalitzar el PCUS i de decretar la nul·litat de l'annexió de les Repúbliques bàltiques. Cada cop més debilitat políticament, sobretot arran de l'acció política de Borís Ieltsin, va haver de dimitir del seu càrrec de secretari general del PCUS i de dissoldre el Comitè Central. Ieltsin es va convertir posteriorment en el líder dominant i Gorbatxov va perdre gran part de la seva influència. El cop d'estat fallit va provocar l'enfonsament immediat del PCUS i la dissolució de l'URSS quatre mesos després.

#### Dimissió
El 25 de desembre del mateix 1991 es dissol oficialment l'URSS, i fruit de la negativa dels presidents de les Repúbliques de la Comunitat d'Estats Independents (CEI) de reconèixer els òrgans de poder central, optà per dimitir del seu càrrec de president.

### Política exterior

Gorbatxov i Reagan dialogant.

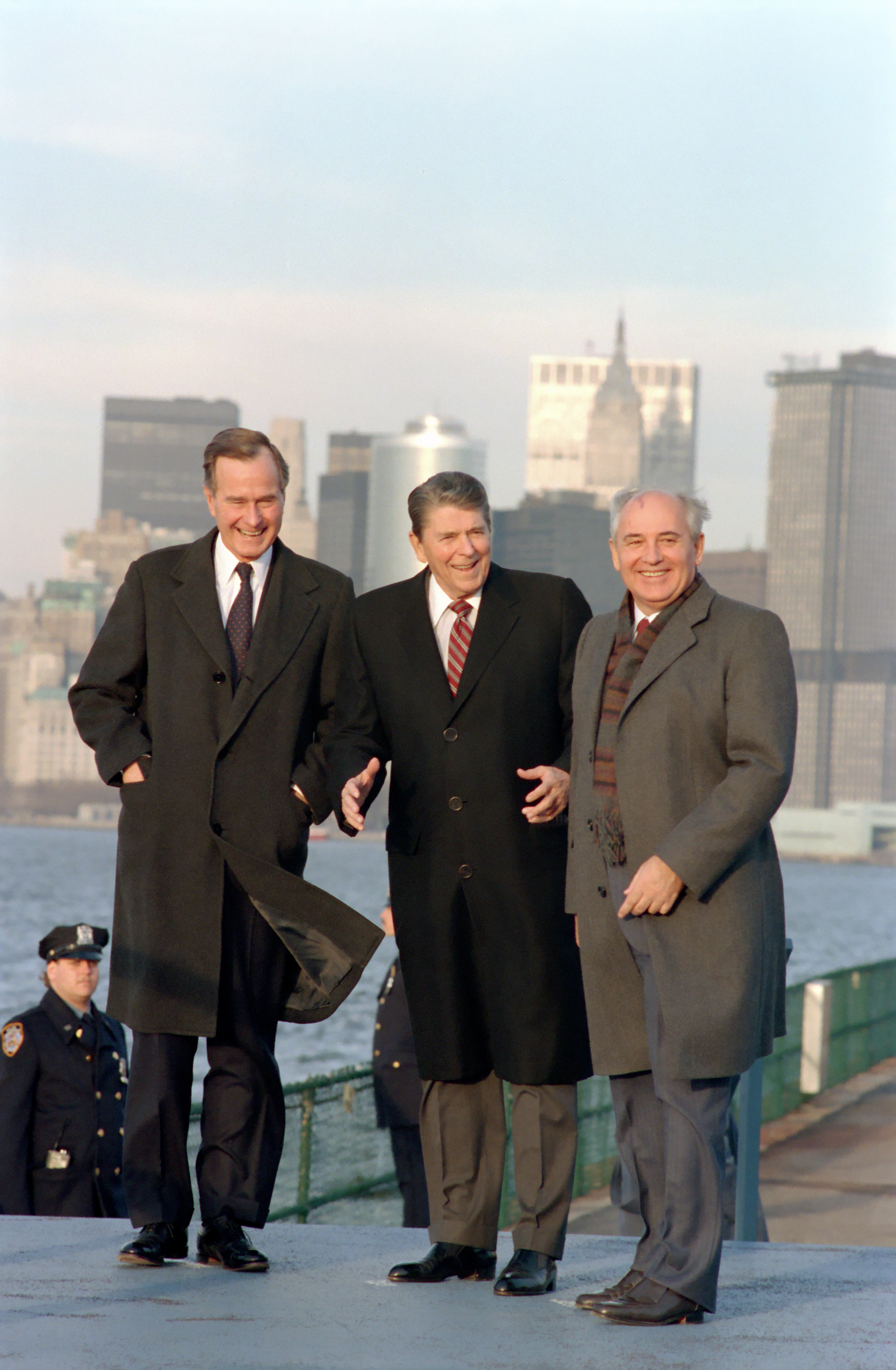
Reunió de Gorbatxov amb Reagan i el llavors Vicepresident dels Estats Units Bush a Governor's Island, Nova York, 1988.

Els seus anys al PCUS li van servir per adquirir experiència en política exterior, ja que va encapçalar diferents delegacions del mateix a diferents països: a la República Federal d'Alemanya de Helmut Kohl el 1975, al Canadà el 1983, al Regne Unit de Margaret Thatcher el 1984, els Estats Units de Ronald Reagan el 1986, etc.
Les seves polítiques van millorar les relacions amb els països occidentals, i van minar el monopoli del comunisme en els països de l'Europa Oriental. El 1987 es va culminar un seguit de negociacions amb els Estats Units i es va signar el Tractat sobre forces nuclears de mitjà abast instal·lats en bases militars de l'Europa Occidental i l'Europa de l'Est. Sota la presidència de Gorbatxov també es va posar fi a la «doctrina Bréjnev», de forma que es va permetre a les nacions del (ex)bloc comunista determinar els seus propis afers interns. Al llarg de 1989 es van succeir revolucions a l'Europa Oriental, i el comunisme es va enfonsar, tot i que manera pacífica (llevat a Romania). D'aquesta forma, la Guerra Freda veia els seus darrers dies.
Per tot plegat, el 1989 fou guardonat amb el Premi Príncep d'Astúries de Cooperació Internacional i el 1990 amb el Premi Nobel de la Pau «pel seu principal paper en el procés de Pau que caracteritza avui a parts importants de la comunitat internacional». També va ordenar, el febrer de 1988, la retirada de les tropes soviètiques de l'Afganistan, cosa que suposava un punt d'inflexió en la llarga i sagnant Guerra afgano-soviètica.

#### Tractat sobre forces nuclears de mitjà abast
El 8 de desembre de 1987 va signar amb el president dels EUA, Ronald Reagan el Tractat sobre forces nuclears de mitjà abast, i fou ratificat pel Congrés dels Estats Units el 27 de maig de l'any 1988, entrant en vigor l'1 de juny del mateix any. El tractat eliminava els míssils balístics i de creuer nuclears o convencionals, el rang operatiu d'abast dels quals assolís entre 500 i 5.500 quilòmetres, instal·lats en bases militars de l'Europa Occidental i l'Europa de l'Est, als països sota influència de la Unió de Repúbliques Socialistes Soviètiques que podrien atacar als països europeus membres de l'Organització del Tractat de l'Atlàntic Nord (OTAN), com Alemanya, França, Anglaterra i Noruega, amb els seus territoris sota abast d'aquest tipus de míssils. A la data límit del tractat per destruir els míssils, l'1 de juny de 1991, 2.692 míssils van ser destruïts en total, 846 míssils per part dels EUA i 1.846 per part de la Unió Soviética. A l'empara d'aquest tractat, ambdues parts tenien permís per inspeccionar les instal·lacions militars de l'altre, per comprovar els treballs de destrucció de míssils, l'acord era també un compromís entre les parts per evitar construir més míssils de curt abast i mig abast en el futur.

#### Guerra afgano-soviètica
Després que Gorbachov va admetre el 1986 durant el 27è Congrés del PCUS que la Guerra afgano-soviètica havia estat un error, cada cop més polítics, inclòs el ministre d'Afers Exteriors, Eduard Xevardnadze, es van distanciar d'un conflicte que havia esdevingut impopular. L'oposició a la intervenció de paixtus, Tadjics i uzbekos dels països de l'Àsia central va portar el PCUS a ordenar que es realitzessin purgues polítiques com a efectes de la perestroika, però la substitució dels quadres per personal rus va provocar disturbis i protestes a Kazakhstan, Tadjikistan, Armènia i a la regió d'Astracan. A Ucraïna, Geòrgia i els Estats bàltics també es van produir forts ressentiments antimilitaristes i antirússos. A Lituània, per exemple, el Moviment per la Reforma el febrer de 1989 va proclamar la independència de Moscou com a objectiu principal. Els oponents més vocals de les reformes de Gorbatxov dins de l'exèrcit van perdre la seva paraula, a les eleccions del Soviet Suprem de març de 1989, molts oficials superiors de l'ala antimilitarista van ser recolzats molt més i la conducta de la guerra es va presentar per primera vegada a un judici civil d’una comissió ad hoc creada pel Congrés de Diputats del Poble de la Unió Soviètica.

### Darrers anys
La popularitat de Gorby (tal com es va arribar a conèixer en Occident) i el seu característic naevus flammeus al cap no el van apartar de la vida pública un cop es va retirar del poder. El 1992 encapçalà la Fundació per a la recerca social, política i econòmica, que porta el seu nom (Fundació Gorbatxov). I el 1993 creà la Creu Verda Internacional. El 1997 va protagonitzar un anunci de Pizza Hut.
Posteriorment, va ser el president del Partit Socialdemòcrata de Rússia, que fundà el 2001.
Des de la dècada del 1980, en diversos mitjans de comunicació espanyols, com La Región, es va difondre una teoria falsa mitjançant la qual seria descendent d'emigrants gallecs de cognom Corbacho.

## Premis i condecoracions
- Premi Nobel de la Pau 1990
- Orde d'Honor
- Orde de Lenin (3)
- Orde de la Revolució d'Octubre
- Orde de la Insígnia d'Honor
- Orde del Lleó Blanc de 1a classe (Txecoslovàquia)
- Medalla Presidencial de la Llibertat (Estats Units)
- Comandant de l'Orde de les Arts i les Lletres (França)
- Gran Creu de l'Orde de Santa Àgata
- Gran Creu (Grã-Cruz - GCL) de l'orde de la Llibertat (Portugal)[24]
- Premi de la Pau Indira Gandhi[25]
- Orde del Mèrit (Alemanya)
- Ciutadà Honorífic de Berlín
- Premi Príncep d'Astúries de Cooperació Internacional
- Premi Grammy

## Obra seleccionada
- Perestroika: New Thinking for Our Country and the World, Perennial Library, Harper & Row, 1988, ISBN 0-06-091528-5. Traduït a molts idiomes.
- The August Coup: The Truth and the Lessons, Nova York: Harper Collins, 1991.
- Memoirs, Doubleday, 1996, ISBN 0-385-48019-9
- Moral Lesson of the Twentieth Century amb Daisaku Ikeda (2005).